# Port lotniczy Psków
Port lotniczy Psków (IATA: PKV, ICAO: ULOO) – wojskowo-cywilny port lotniczy położony 6 km na południowy wschód od Pskowa, w obwodzie pskowskim, w Rosji.

## Linie lotnicze i połączenia
| Linia lotnicza | Kierunek                                                    |
| -------------- | ----------------------------------------------------------- |
| Azimuth        | 1. Kaliningrad 2. Mineralne Wody 3. Moskwa-Wnukowo 4. Soczi |